# Anopheles cydippis
Anopheles cydippis is een muggensoort uit de familie van de steekmuggen (Culicidae). De wetenschappelijke naam van de soort werd voor het eerst geldig gepubliceerd in 1931 door Botha de Meillon